# Barbara (1997)
Barbara é um filme de drama dinamarquês de 1997 dirigido e escrito por Nils Malmros. Foi selecionado como representante da Dinamarca à edição do Oscar 1998, organizada pela Academia de Artes e Ciências Cinematográficas.

## Elenco
| Ator                 | Papel          |
| -------------------- | -------------- |
| Anneke von der Lippe | Barbara        |
| Lars Simonsen        | Poul Aggersoee |
| Trond Høvik          | Gabriel        |
| Jesper Christensen   | Sorenskriveren |
| Jens Okking          | Lagmanden      |
| Helene Egelund       | Susanne        |
| Jytte Kvinesdal      | Anna Sophie    |